# بازی منصفانه (داستان کوتاه)
" بازی منصفانه " (به انگلیسی: Fair Game) یک داستان کوتاه علمی تخیلی است که توسط فیلیپ کی. دیک در سال ۱۹۵۳ نوشته شده و اولین بار در سال ۱۹۵۹ در مجله‌ای منتشر شد. 

## داستان
داستان "بازی منصفانه" متمرکز بر مردی است که معتقد است "خدا" او را زیر نظر دارد. در نهایت ، خواننده می‌آموزد که این مرد چیزی بیش از بازی برای موجودات بدخواه نیست که از زمین به عنوان شکارگاه استفاده می‌کنند.